# Paul Grosjean
Paul Grosjean (26 de mayo de 1900 – 13 de junio de 1964) fue un sacerdote jesuita belga, bolandista y celtista.
Nacido en Uccle, Grosjean estudió en el Colegio San Miguel (Bruselas) antes de convertirse en novicio jesuita en 1917. Fue elegido por Hippolyte Delehaye para convertirse en bolandista, estudió en la Universidad de Oxford, regresó a Bélgica para cumplir el servicio militar y luego estudió en Dublín. Ordenado sacerdote en 1932, regresó al Colegio San Miguel, donde pasó el resto de su carrera, preparando varias biografías de santos celtas. Dominaba las lenguas celta y latina, además de varias lenguas modernas.
Fue elegido miembro correspondiente de la British Academy en 1950.